# ماكسيميليانو لومباردي
ماكسيميليانو لومباردي (بالإسبانية: Maximiliano Lombardi)‏ هو لاعب كرة قدم أوروغواياني في مركز الوسط، ولد في 11 مايو 1987 في مونتفيدو في الأوروغواي. شارك مع منتخب الأوروغواي تحت 20 سنة لكرة القدم. أما مع النوادي، فقد لعب مع التانك سيلي وبنيارول وروزاريو سنترال وسنترال إسبانيول.

## وصلات خارجية
- ماكسيميليانو لومباردي على موقع قاعدة بيانات كرة القدم.إي يو (الإنجليزية)
- ماكسيميليانو لومباردي على موقع Soccerway.com (الإنجليزية)